# NGC 1699
NGC 1699 é uma galáxia espiral (Sb) localizada na direcção da constelação de Eridanus. Possui uma declinação de -04° 45' 26" e uma ascensão recta de 4 horas, 56 minutos e 59,5 segundos.
A galáxia NGC 1699 foi descoberta em 13 de Fevereiro de 1860 por William Parsons.